# Le Vernet, Ariège
Le Vernet är en kommun i departementet Ariège i regionen Occitanien i södra Frankrike. Kommunen ligger  i kantonen Saverdun som ligger i arrondissementet Pamiers. År 2022 hade Le Vernet 693 invånare.

## Befolkningsutveckling
Antalet invånare i kommunen Le Vernet
Referens: INSEE